# یورماش
یورماش (انگلیسی: Yurmash) یک شهرک در شهرستان گافوریسکی استان باشقیرستان کشور روسیه است.